# Panamerikanische Spiele 1995/Badminton

Fünf Badmintonwettbewerbe wurden bei den Panamerikanischen Spielen 1995  im CeNARD in Buenos Aires in Argentinien ausgetragen. Die Wettkämpfe dauerten vom 12. bis zum 16. März.

## Medaillengewinner
| Disziplin    | Gold                      | Silber                            | Bronze                         |
| ------------ | ------------------------- | --------------------------------- | ------------------------------ |
| Herreneinzel | Jaimie Dawson             | Iain Sydie                        | Mario Carulla                  |
| Herreneinzel | Jaimie Dawson             | Iain Sydie                        | Kevin Han                      |
| Dameneinzel  | Denyse Julien             | Si-an Deng                        | Beverly Tang Choon             |
| Dameneinzel  | Denyse Julien             | Si-an Deng                        | Kathy Zimmermann               |
| Herrendoppel | Anil Kaul Iain Sydie      | Kevin Han Thomas Reidy            | Paul Leyow Roy Paul jr.        |
| Herrendoppel | Anil Kaul Iain Sydie      | Kevin Han Thomas Reidy            | Jaimie Dawson Darryl Yung      |
| Damendoppel  | Si-an Deng Denyse Julien  | Milaine Cloutier Robbyn Hermitage | Ann French Kathy Zimmerman     |
| Damendoppel  | Si-an Deng Denyse Julien  | Milaine Cloutier Robbyn Hermitage | Linda French Erika Von Heiland |
| Mixed        | Darryl Yung Denyse Julien | Anil Kaul Si-an Deng              | Mike Edstrom Linda French      |
| Mixed        | Darryl Yung Denyse Julien | Anil Kaul Si-an Deng              | Paul Leyow Terry Leyow         |

Anmerkungen
1. ↑  Robbyn Hermitage und Milaine Cloutier standen im Halbfinale, Beverly Tang und Kathy Zimmermann wurden jedoch mit den Bronzemedaillen geehrt.

## Medaillenspiegel
| Platz  | Nation             |   |   |    | Gesamt |
| ------ | ------------------ | - | - | -- | ------ |
| 1      | Kanada             | 5 | 4 | 3  | 11     |
| 2      | Vereinigte Staaten | 0 | 1 | 4  | 5      |
| 3      | Jamaika            | 0 | 0 | 2  | 2      |
| 3      | Peru               | 0 | 0 | 1  | 1      |
| Gesamt | Gesamt             | 5 | 5 | 10 | 20     |